# José Campaña
José Ángel Gómez Campaña (Sevilha, 31 de maio de 1993) é um futebolista espanhol que atua como meia. Atualmente está no Las Palmas.

## Títulos
Espanha
- Campeonato Europeu Sub-19: 2012

### Prêmios individuais
- Equipe do torneio do Campeonato Europeu Sub-19 de 2012[2]
- Melhor meia da La Liga 1l2l3 de 2015–16[3]